# وایلدفایر گیمز
وایلدفایر گیمز (انگلیسی: Wildfire Games) یک توسعه‌دهنده بازی‌های ویدئویی است.